# Pipistrellus pipistrellus
Обични слепи мишић је врста слепог миша из породице Vespertilionidae и једна је од најчешћих и најраспрострањенијих врста слепог миша у Србији као и у Европи.

## Опис врсте
Обични слепи мишић (Pipistrellus pipistrellus) је слепи миш малих димензија, по изгледу сличан врсти Pipistrellus pygmaeus (патуљасти слепи мишић). Крзно му је тамносмеђе до црвенкастосмеђе дорзално, а нешто светлије вентрално. Уши ове врсте су кратке, троугласте и заобљене при врху. 

## Распрострањење
Врста је распрострањена у целој Европи (сем Скандинавије и бореалног дела европске Русије), на крајњем западу Африке, деловима централне Азије и југоистоку Кине. 

### Станишта и склоништа
Станиште ове врсте је изузетно разноврсно, распрострањена је у градовима, руралним срединама и природним екосистемима. Ипак врста има преференцију према шумским и воденим екосистемима уколико су доступни.
Врста је изражено синантропна и летња склоништа рефлектују ову особину врсте. Лети ова врста се може пронаћи испод кровова, у пукотинама у зградама, појединачне јединке се могу пронаћи и испод напуклих кора дрвећа. Зими ове врсте формирају хибарнационе колоније у пећинама, подрумима и тунелима. 

## Репродуктивно понашање врсте
Породиљске колоније најчешће броје од 50 до 100 јединки, ретко достигну бројност до 250 јединки. Зграде у којима се ове колоније налазе шесто су обележене изметом. Младунци се рађају од половине јуна и понекад током јула, осамостаљују се у четвртој недељи живота након чега се породиљске колоније разилазе. У сезони парења мужијаци формирају репродуктивна легла у које намаљују женке свадбеним летом и оглашавањем, при овоме се формирају репродуктивне групе са око 10 женки. 

## Лов и исхрана
Јединке лете спретно и неправилно, а плен хватају у зарону и другим маневрима. Обично патролирају уз линеарне структуре по устаљеним рутама и могу сатима ловити на истом месту. По исхрани су генералисти, а Diptera формирају већину њиховог плена.